# Mitsubishi Town Box
Der Mitsubishi Town Box war ein Kei-Car Minivan des japanischen Automobilherstellers Mitsubishi Motors. Er wurde ab 1999 als Nachfolger des Minicab (Minivan) gefertigt. Anfangs gab es den Town Box mit einem Reihenvierzylindermotor Typ 4A30 mit 657 cm³ mit Aluminiumzylinderkopf, seit 2002 wurde aber ein Reihendreizylindermotor mit 659 cm³ vom Typ 3G83 eingebaut. Gleichzeitig wurde die etwas größere Version, die als Mitsubishi Town Box Wide vermarktet wurde und einen 1,1 l-R4-Motor (1094 cm³) besaß, eingestellt. Es gab auch Versionen mit Allradantrieb.
Im November 2011 endete der Verkauf und das Modell wurde durch den Mitsubishi Bravo ersetzt.

## Proton Juara
Der Town Box Wide wurde in Lizenz auch in Malaysia von Proton unter dem Namen Proton Júara von 2001 bis 2003 gebaut.

## Mitsubishi / Soueast Veryca (seit 2005)
Als Mitsubishi Veryca bzw. Soueast Veryca wird er seit 2005 von Soueast produziert.

## Nissan Clipper Rio U71W/U72W (2007–2012)
Von 2007 bis Januar 2012 wurde der Minicab mittels Badge-Engineering von Nissan als Nissan Clipper Rio angeboten. Unterschiede bestanden in der Gestaltung des Kühlergrill und der Markenembleme.

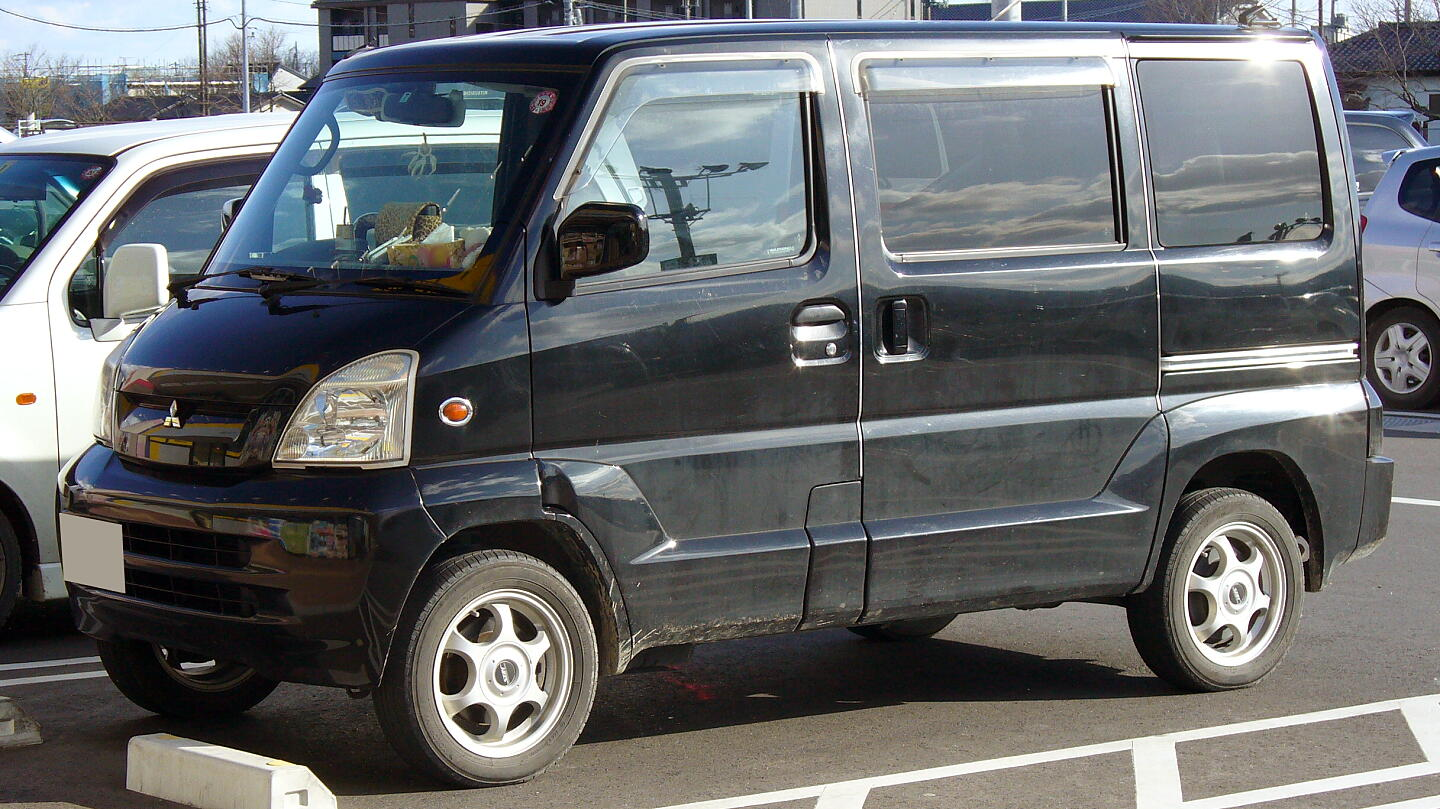
Mitsubishi Townbox WIDE
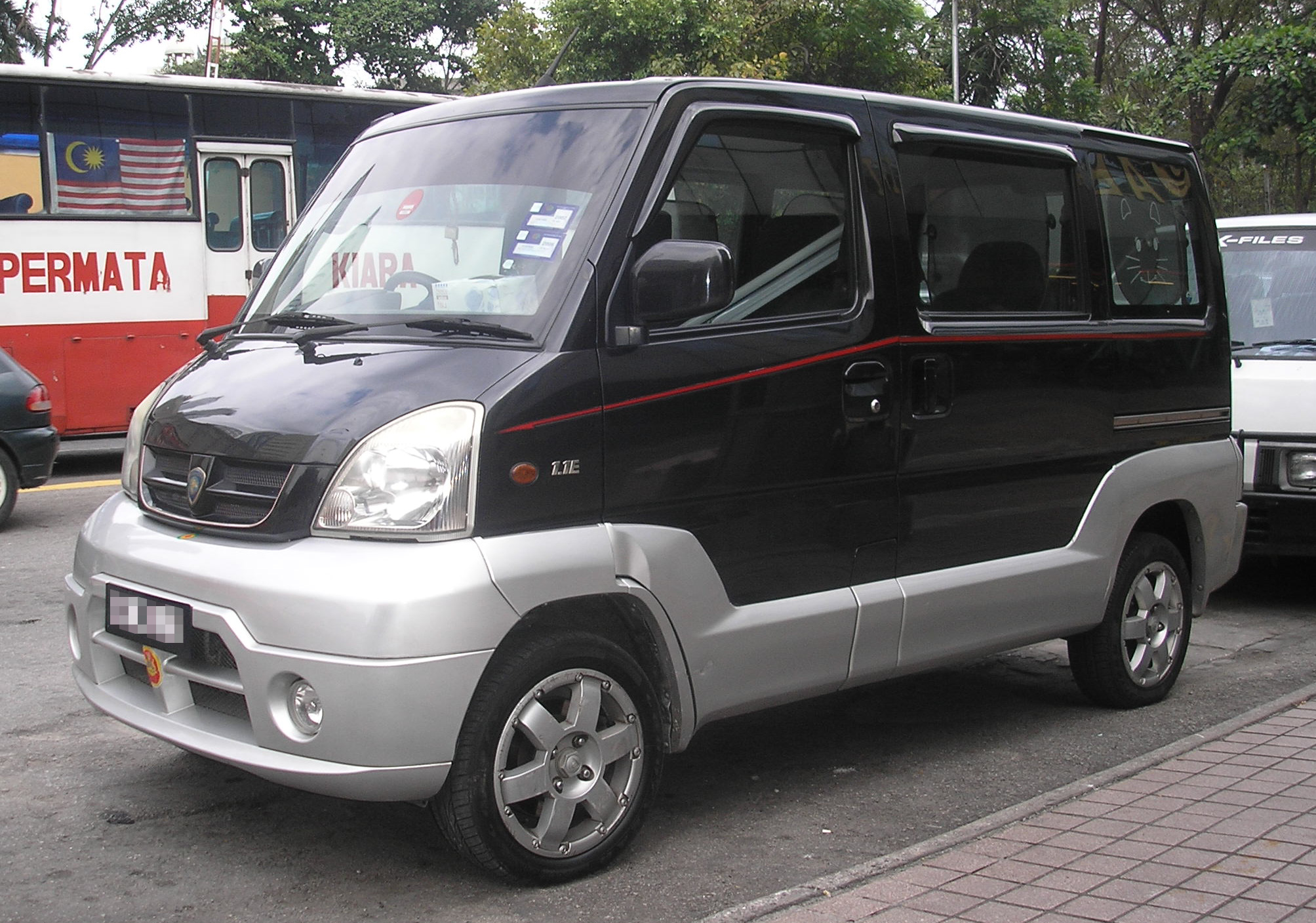
Proton Juara
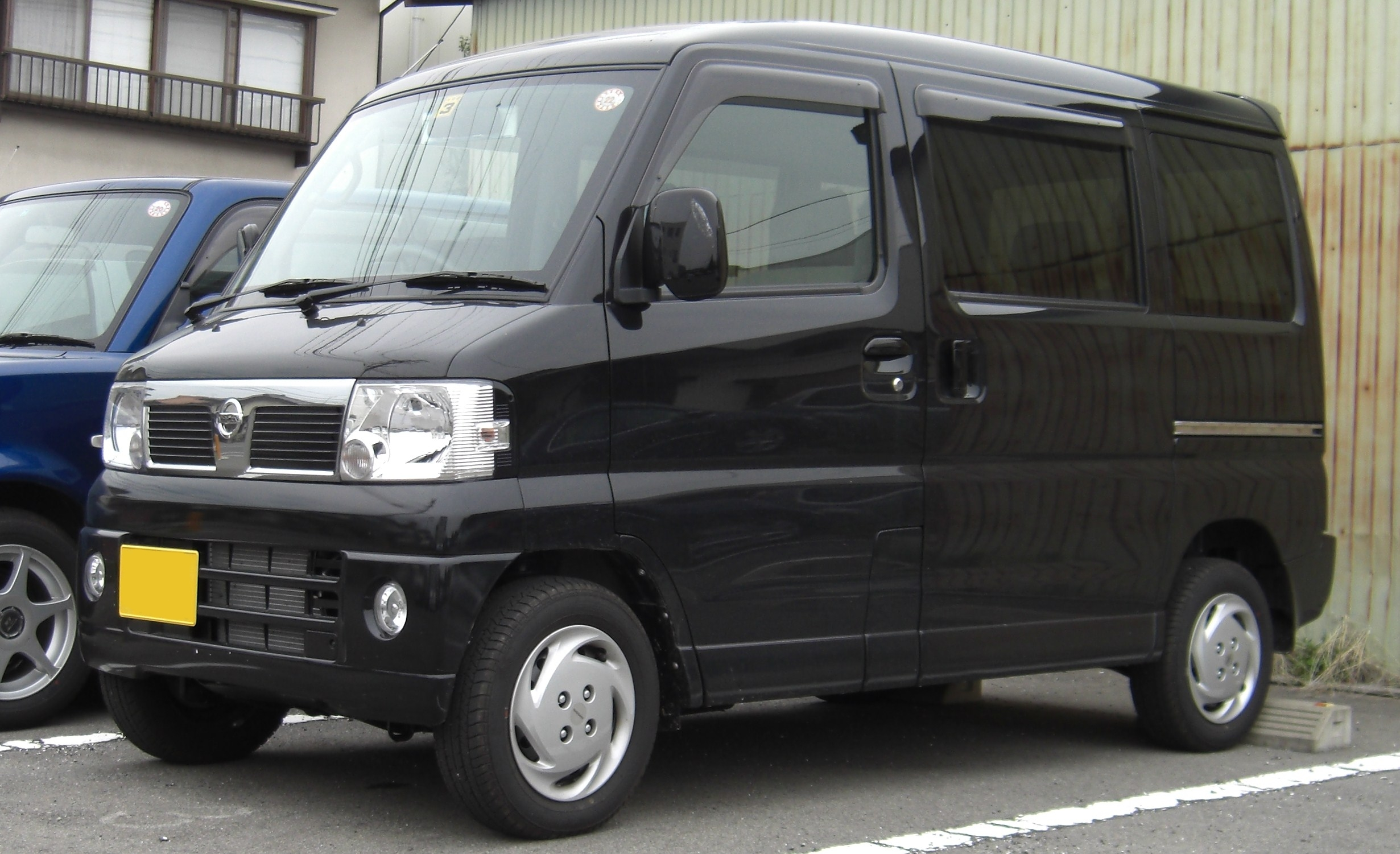
Clipper Rio
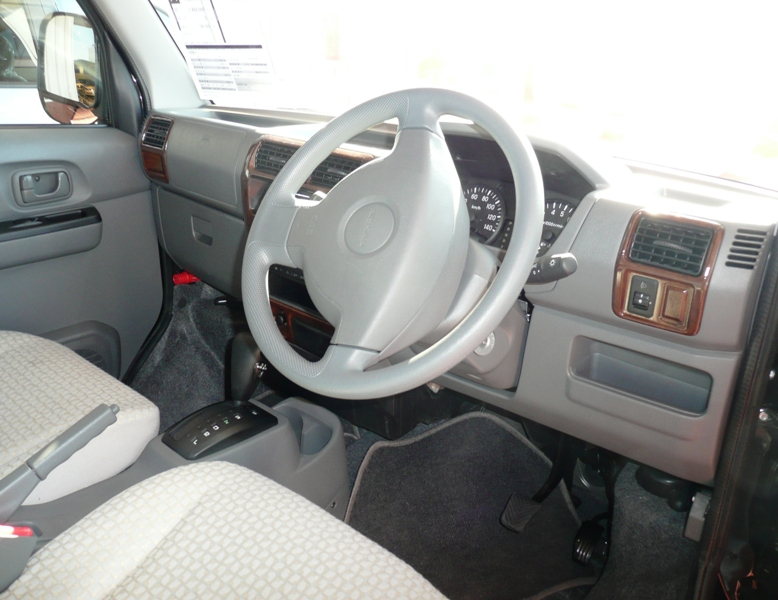
Clipper Rio Armaturenbrett

## Produktions- und Verkaufszahlen
| Jahr | Produktion          | Verkäufe (national) | Verkäufe (Export) |
| ---- | ------------------- | ------------------- | ----------------- |
| 1998 | 2261                | nicht bekannt       |                   |
| 1999 | 14.421 3.616 (Wide) | nicht bekannt       | nicht bekannt     |
| 2000 | 8953 1441 (Wide)    | 8772 809 (Wide)     | – 664 (Wide)      |
| 2001 | 6662 2939 (Wide)    | 7357 79 (Wide)      | 420 2640 (Wide)   |
| 2002 | 4949                | 5170                | –                 |
| 2003 | 5561                | 5430                | –                 |
| 2004 | 4262                | 4201                | –                 |
| 2005 | 4143                | 4171                | –                 |
| 2006 | 3357                | 3649                | –                 |
| 2007 | 10.105              | 3696                | –                 |
| 2008 | 8241                | 3162                | nicht bekannt     |
| 2009 | 3892                | 2171                | nicht bekannt     |

Quellen: Website von Mitsubishi Motors: Facts & Figures 2000, Facts & Figures 2005, Facts & Figures 2008, Facts & Figures 2010